# Tanyproctus kurdistanus
Tanyproctus kurdistanus är en skalbaggsart som beskrevs av Edmund Reitter 1902. Tanyproctus kurdistanus ingår i släktet Tanyproctus och familjen Melolonthidae. Inga underarter finns listade i Catalogue of Life.